# Emtricitabina/tenofovir
Emtricitabina/tenofovir, que se vende bajo la marca Truvada entre otros, es un medicamento que se usa para tratar y prevenir el VIH/SIDA. Es una combinación en dosis fija de dos medicamentos antirretrovirales: tenofovir disoproxil y emtricitabina. Para el tratamiento, se usa solo o junto con otros medicamentos antirretrovirales. Para la prevención antes de la exposición, en aquellos que están en alto riesgo, se recomienda en conjunto con prácticas sexuales seguras. No cura el VIH/SIDA. Emtricitabina/tenofovir se administra por vía oral.
Los efectos secundarios comunes incluyen dolor de cabeza, cansancio, dificultad para dormir, dolor abdominal, pérdida de peso y erupción cutánea. Los efectos secundarios graves pueden incluir niveles elevados de lactato en la sangre y agrandamiento del hígado. El uso durante el embarazo no parece dañar al bebé.
Emtricitabina/tenofovir fue aprobado para uso médico en los Estados Unidos en 2004. Está en la Lista de medicamentos esenciales de la Organización Mundial de la Salud, los medicamentos más efectivos y seguros que se necesitan en un sistema de salud. El costo mayorista en el mundo en desarrollo es de aproximadamente US$6,06 a 7,44 por mes. En los Estados Unidos, para el año 2016, el costo mayorista fue de aproximadamente US$1.415,00 por mes.

## Usos médicos
Emtricitabina/tenofovir se usa para tratar y prevenir el VIH/SIDA.  

### Prevención
En los estudios, tenofovir redujo la incidencia de la infección por VIH, especialmente en individuos de alto riesgo (en un 42% en HSH), pero produjo resultados contradictorios en otros estudios (en particular el estudio FEM-PrEP en mujeres heterosexuales africanas). Un estudio estimó a través de modelos matemáticos que la ingesta diaria de tenofovir podría lograr una reducción del 99% en el riesgo de contraer el VIH en personas de alto riesgo. Otro estudio mostró que una efectividad general de la PrEP de 50%, la que aumentó a 100% cuando los participantes tomaron el medicamento cuatro o más veces por semana. Una revisión Cochrane encontró que tanto el tenofovir solo como la combinación de tenofovir/emtricitabina disminuyeron el riesgo de contraer el VIH en un 51%.
En los EE.UU. se aprobó para la profilaxis previa a la exposición (PrEP) contra la infección por VIH. La Administración de Alimentos y Medicamentos lo aprobó para uso preventivo el 16 de julio de 2012. En el Reino Unido se ha aprobado un ensayo clínico a gran escala.
La FDA recomienda consideraciones profilácticas antes de la exposición (PrEP) para los siguientes grupos de alto riesgo:
- Hombres homosexuales o bisexuales que han tenido relaciones sexuales anales sin condón o han sido diagnosticados con una ETS en los últimos 6 meses
- Hombres o mujeres heterosexuales que no usan condones regularmente durante las relaciones sexuales con parejas con un estado de VIH desconocido que tienen un riesgo sustancial
- Inyección de drogas en el último mes con equipamiento compartido
- Compañeros heterosexuales y homosexuales discordantes, donde uno de ellos es VIH positivo y el otro VIH negativo

La consideración de utilizar Truvada como estrategia de reducción implica la discusión con un profesional de la salud que puede ayudar al paciente a analizar los beneficios y riesgos.  Los pacientes que comienzan a tomar Truvada ven un beneficio de reducción del VIH hasta dentro de las 72 horas después de comenzar, pero el medicamento debe tomarse durante treinta días después de un evento sexual de alto riesgo para garantizar que los niveles de transmisión del VIH se reduzcan de manera óptima.

### Formulaciones disponibles
Emtricitabina/tenofovir es una tableta que se toma por vía oral.

### Lactancia
En el embarazo y la lactancia, se demostró que Truvada se secreta en la leche materna.

## Efectos secundarios
Emtricitabina/tenofovir es generalmente bien tolerado. Algunos de sus efectos secundarios incluyen:
- Raros: acidosis láctica, disfunción hepática, empeoramiento de la infección por hepatitis B
- Frecuentes: dolor de cabeza, dolor abdominal y disminución de peso, náuseas, diarrea, disminución de la densidad ósea

Se ha observado redistribución y acumulación de grasa (lipodistrofia) en personas que reciben terapia antirretroviral, incluidas reducciones de grasa en la cara, extremidades y glúteos, y aumentos en la grasa visceral del abdomen y acumulaciones en la parte superior de la espalda. Cuando se usa como profilaxis previa a la exposición (PrEP), este efecto puede no estar presente. Sin embargo, cambios de peso se han relacionado con la medicación.

## Interacciones con medicamentos
- El componente tenofovir de emtricitabina/tenofovir interactúa con los siguientes medicamentos: didanosina, atazanavir y lopinavir/ritonavir.
- Cuando el tenofovir se administra junto con didanosina, la concentración de didanosina aumenta y puede conducir a una intoxicación por didanosina que puede dar lugar a complicaciones como pancreatitis y neuropatía. Si está autorizado, la dosis de didanosina puede reducirse o suspenderse por completo.
- La administración conjunta de tenofovir y atazanavir produce una disminución de las concentraciones de atazanavir y un aumento de las concentraciones de tenofovir. Atazanavir puede tomarse con Truvada solo con Ritonavir y debe controlarse para determinar la toxicidad de Tenofovir.
- La administración conjunta de Tenofovir y Lopinavir/Ritonavir aumenta la concentración de Tenofovir y debe controlarse para determinar la toxicidad de Tenofovir.[16]
- Otros medicamentos con reacciones adversas incluyen adefovir, dabigatran etexilate, lamivudine y vincristine.
- Adefovir: Puede reducir el efecto terapéutico de tenofovir.
- Dabigatran Etexilate: Evite el uso de dabigatran con inductores de glucoproteína-P. Si se utilizan simultáneamente dabigatrán e inductores de glucoproteína-P, vigilar los niveles/efectos disminuidos de dabigatrán.
- Lamivudina: puede aumentar el efecto adverso/tóxico de emtricitabina.
- Vincristina (liposomal): los inductores de glucoproteína-P/ABCB1 pueden disminuir la concentración sérica de vincristina.[19]
- Los pacientes que toman Truvada (tenofovir/emtricitabina) no deben tomar NSAID en dosis altas debido a una posible "nueva aparición o empeoramiento de la insuficiencia renal".[16]

## Sociedad y cultura

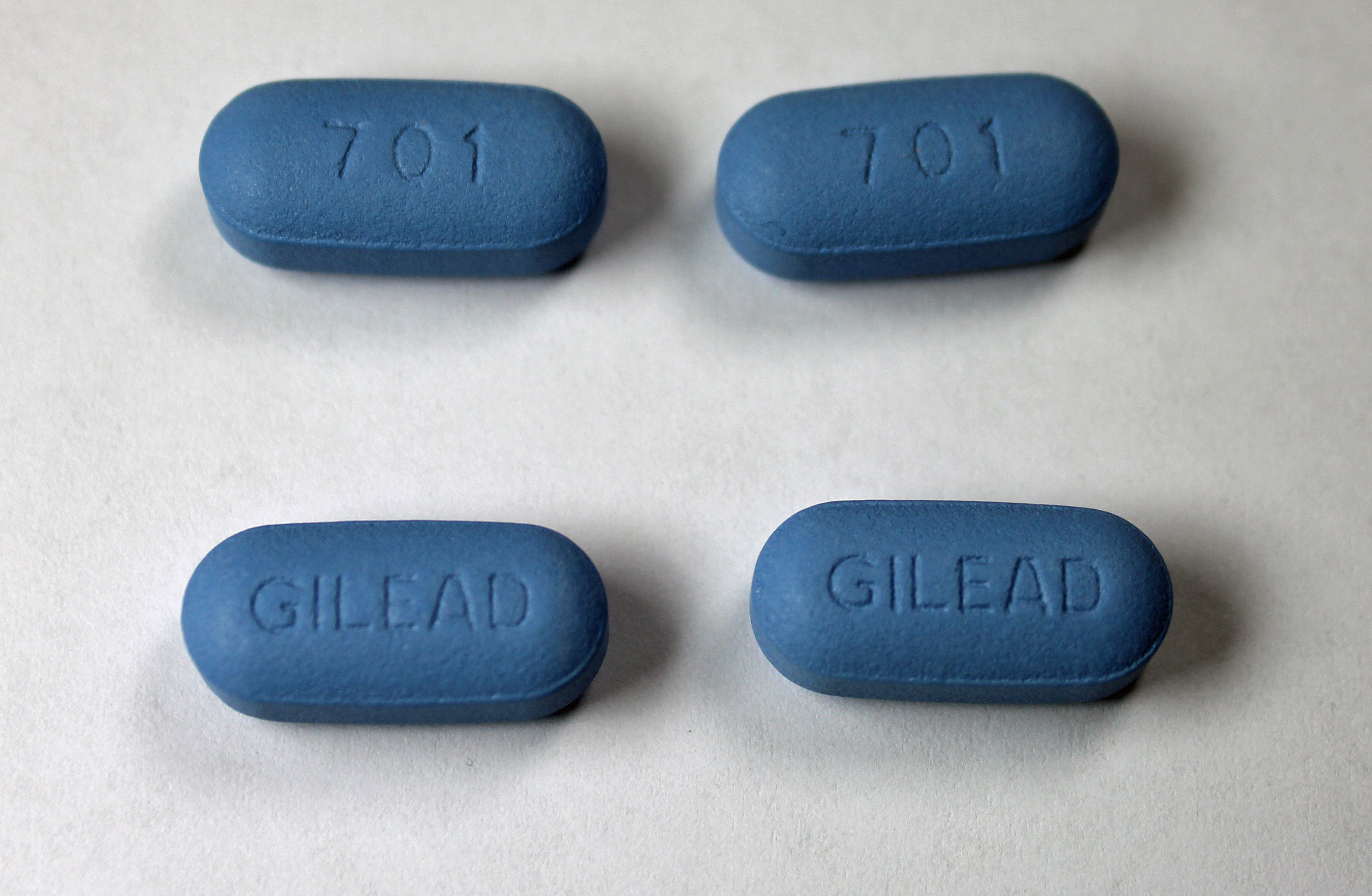
El fármaco antirretroviral Truvada, que es una combinación de tenofovir y emtricitabina

### Costo
Para 2014, el costo promedio por tableta, en Namibia y Sudáfrica, fue de US$0,20. En Canadá, Truvada cuesta entre US$800 y 1.100 por mes. Health Canada aprobó el genérico de emtricitabina/tenofovir en agosto de 2017, con un costo mayorista de US$400 por mes.
En los Estados Unidos, para el año 2016, el costo mayorista fue de aproximadamente US$1.415,00 por mes. El precio de emtricitabina/tenofovir en los Estados Unidos ha sido criticado por activistas, quienes argumentaron en un artículo de opinión del New York Times de 2018 que el alto costo mantiene el medicamento fuera del alcance de millones de personas, lo que perjudica los esfuerzos para reducir las nuevas infecciones por el VIH.

### Estado de patente
La patente para la combinación de medicamentos es propiedad de Gilead en algunas regiones. La patente europea EP0915894B1 debía expirar en julio de 2017, sin embargo, hay un caso ante el Tribunal de Justicia Europeo que busca extender la patente. [ necesita actualización ] Un tribunal irlandés rechazó una solicitud de medida cautelar para evitar el lanzamiento de versiones genéricas antes de la resolución del caso.